# Мамедов, Джаваншир Муса оглы
Джаваншир Муса оглы Мамедов (17 октября 1915, Ленкорань, Бакинская губерния — 5 сентября 1997, Москва) — советский оператор и режиссёр документального кино. Заслуженный деятель искусств Туркменской ССР (1948). Народный артист Азербайджанской ССР (1982). Лауреат Ленинской премии (1960).

## Биография
Родился 17 октября 1915 года в Ашхабаде (по другим данным в Шуша, Нагорный Карабах или Ленкорань, Бакинская губерния), Российская империя. 
Сирота, воспитанник интерната в Ашхабаде.
В 1935—1937 годах учился в Москве на операторском факультете Государственного техникума кинематографии.
В 1938—1942 годах — 2-й оператор киностудии Ашхабадской киностудии, где до войны успел поработать оператором на трёх художественных фильмах.
В годы Великой Отечественной войны с 1942 года — фронтовой кинооператор, снимал в Каспийской флотилии и на Черноморском флоте, а с декабря 1944 года — оператор киногруппы 3-го Украинского фронта. Награждён орденами Красной Звезды (1945) и Отечественной войны II степени (1985), медалями.
После войны работал оператором Ашхабадской киностудии (1945—1949) и Бакинской киностудии (1950—1961).
Член Союза кинематографистов СССР с 1958 года.
В 1961—1985 годах — оператор и режиссёр киностудии «Моснаучфильм» / «Центрнаучфильм».
Снимал документальные фильмы, сюжеты для киножурнала «Новости дня».
Умер 5 сентября 1997 года в Москве.

## Звания и награды
- 1945 — Орден Красной Звезды
- 1948 — Заслуженный деятель искусств Туркменской ССР
- 1954 — Премия Каннского кинофестиваля, в составе группы операторов, за док.фильм «Повесть о нефтяниках Каспия».
- 1959 — Премия Венецианского кинофестиваля — за операторскую работу в док.фильме «В заливе им. С. М. Кирова».
- 1959 — Заслуженный деятель искусств Азербайджанской ССР
- 1960 — Ленинская премия за операторскую работу на док.фильмах «Повесть о нефтяниках Каспия» и «Покорители моря»
- 1982 — Народный артист Азербайджанской ССР
- 1985 — Орден Отечественной войны II степени

## Фильмография
Игровые:
- 1935 — Семь сердец (Ашхабадская киностудия; режиссер Н. Тихонов) — асс. оператора Б. Муратовского
- 1939 — Советские патриоты (Ашхабадская киностудия; режиссер Г. Ломидзе) — оператор-постановщик, совм. с А. Солодковым
- 1940 — Сын Джигита (Ашхабадская киностудия; режиссер Н. Досталь) — оператор-постановщик
- 1955 — Встреча (Бакинская киностудия; режиссер Т. Тагизаде) — оператор, совм. с Таюбом Ахундовым
- 1957 — Так рождается песня (Бакинская киностудия; режиссеры Р. Тахмасиа и М. Михайлов) — оператор-постановщик, совм. с Таюбом Ахундовым

Документальные и научно-популярные (выборочно): 
- 1939 — Туркменистан (документальный)
- 1944 — Каспийцы (документальный)
- 1945 — Вена (документальный)
- 1947 — День победившей страны (документальный)
- 1950 — Советский Азербайджан (документальный)
- 1953 — Повесть о нефтяниках Каспия (документальный)
- 1955 — Освобождение Вены (документальный)
- 1959 — Покорители моря (документальный)
- 1963 — Волшебное пламя (документальный)